# Azud de la Acequia de Rascaña
El azud de la Acequia de Rascaña, que se encuentra actualmente en desuso al llevarse a cabo la construcción del Azud del Repartiment, más conocido como la Cassola, en Cuart de Poblet; era el punto de toma de agua de la acequia de Rascaña, la más baja de las que nacían por la margen norte del río Turia. Su primer recorrido de unos trece kilómetros, transcurría a la izquierda del río, pasando por la huerta de Campanar en dirección al mar hasta Tendetes y Marchalenes.

## Descripción histórica
El Plan Sur supuso en los años 60 el desvío del Turia por un nuevo cauce capaz de contener sus crecidas. Esto supuso la desaparición de los azudes de varias de las acequias históricas que tomaban el agua en el último tramo del río. Esto hizo necesaria la construcción de un nuevo azud, el llamado Azud del Repartiment, en término de Cuart de Poblet justo en el punto donde se separa el cauce tradicional del río Turia del nuevo cauce construido según el Plan Sur, desde el cual, las acequias de Fabara, Rascaña, Rovella y del Oro se alimentan de las últimas aguas del río.
El antiguo azud de Rascaña tampoco era el original, que era de época islámica, ya que en la primera mitad del siglo XV el existente se trasladó a un nivel más alto para así poder hacer regables más tierras, construyéndose entonces el que hoy se encuentra en ruinas.
Actualmente y tras su derivación en su nuevo azud inicia su recorrido a través de un canal de nueva construcción de 1370 metros de longitud que la empalma con su antiguo trazado en un lugar próximo a su antigua toma, desde donde sigue por su antiguo trazado. La mayoría de los cauces de sus ramales y de la acequia madre están construidos en muro compacto y rectilíneo hecho con grandes sillares y argamasa, si bien aún subsisten algunos de tierra y vegetación fluvial, que se dispone de forma oblicua sobre el cauce del Turia, justo después de un pequeño meandro para aprovechar mejor el envite de la corriente.
En época islámica esta acequia era la encargada de regar las huertas de las alquerías de Orriols, Rascaña, las del Monasterio de San Miguel de los Reyes, Tabernes Blanques, Alboraya y Almácera, además de algunas otras de menor entidad que acabaron convirtiéndose en pueblos autónomos de Valencia; aunque el crecimiento mayor de la acequia en importancia y superficie de riego se dio en el siglo XX, cuando la comunidad de Rascaña incorporó a los padrones los extremales y las zonas cercanas al mar del término de Alboraya y la acequia de Vera.
En la actualidad queda muy poco del antiguo azud. Las golas y las compuertas están en buena parte destruidas por la obra de canalización entubada de la nueva acequia de Rascaña, que va desde la Cassola y la cruza por el medio, de manera que es posible identificar parte de sus elementos. Al lado se encuentra el cajero de la almenara, pero han desaparecido la compuerta y sus mecanismos. Hace pocos años se destruyó lo que quedaba de la caseta del azud y también parte de los sillares de la almenara que se encontraban al lado. El azud está enterrado por su parte interior.